# 阿塔努·達斯
阿塔努·達斯（Atanu Das，1992年4月5日—）是一名印度男子射箭運動員。他於2008年首度參加國際賽。他目前世界排名第9名(截至2021年7月22日)。

## 個人生活
達斯受僱於巴拉特石油公司體育促進委員會。2020年6月30日，他和當前世界第一的迪皮卡·庫瑪莉於蘭契結婚。

## 外部連結
- 阿塔努·達斯在國際射箭總會